# Revadanda
Revadanda är en ort i Indien.   Den ligger i distriktet Raigarh och delstaten Maharashtra, i den sydvästra delen av landet, 1 200 km söder om huvudstaden New Delhi. Revadanda ligger 10 meter över havet och antalet invånare är 10 416.
Terrängen runt Revadanda är platt norrut, men åt sydost är den kuperad. Havet är nära Revadanda västerut. Runt Revadanda är det tätbefolkat, med 442 invånare per kvadratkilometer. Närmaste större samhälle är Alībāg, 11,7 km norr om Revadanda. Trakten runt Revadanda består till största delen av jordbruksmark.